# Torquato Accetto
Torquato Accetto (1590/98 – 1640) byl italský básník, spisovatel a politický filosof 17. století.

## Stručný životopis
Pravděpodobně se narodil v Trani a patřil do okruhu neapolského mecenáše markýza Giovanniho Battisty Mansa, prvního životopisce Torquata Tassa a zakladatele Akademie zahálčivých (Accademia degli Oziosi). Je autorem různých moralistních poesií, ale především traktátu „O počestné přetvářce“ (1641), v němž přetvářku staví do vztahu k počestnému životu jako umění zachovat pravdu ve svém nitru.

## Dílo
- Rime di Torquato Accetto, Napoli : nella stampa degli heredi di Tarquinio Longo, 1621
- Rime del signor Torquato Accetto, divise in amorose, lugubri, morali, sacre, et varie, Napoli : nella stampa di Giacomo Gaffaro, 1638
- Della dissimulazione onesta, Napoli, 1641. Vydal znovu Benedetto Croce, Bari 1928

## Internetové zdroje
- Della dissimulazione onesta dostupné na italském serveru LiberLiber

- Zdroj na italské Wikisource
- Údaje na německé Wikiquote